# Avicularia glauca
Avicularia glauca är en spindelart som beskrevs av Simon 1891. Avicularia glauca ingår i släktet Avicularia och familjen fågelspindlar.
Artens utbredningsområde är Panama. Inga underarter finns listade.